# Ahmed Ali (écrivain)
Pour l’article homonyme, voir Ahmed Ali.
Ahmed Ali (né le 1er juillet 1910 à Delhi et mort le 14 janvier 1994 à Karachi) est un romancier, poète, critique, traducteur, diplomate et universitaire pakistanais. Pionnier de la nouvelle ourdoue moderne, ses œuvres comprennent les recueils de nouvelles : Angaare (Embers), 1932 ; Hamari Gali (Our Lane), 1940 ; Qaid Khana (The Prison-house), 1942 ; et Maut Se Pehle (Before Death), 1945. Ses autres écrits comprennent « Twilight in Delhi » (1940), son premier roman en langue anglaise.

## Biographie
Né à Delhi, en Inde britannique, Ahmed Ali a fait ses études à l'université musulmane d'Aligarh et à l'université de Lucknow, obtenant dans cette dernière les meilleures notes en anglais de l'histoire de l'université. De 1932 à 1946, il a enseigné dans les principales universités indiennes, dont l'université d'Allahabad et son alma mater à Lucknow. Il a également rejoint le Bengal Senior Educational Service en tant que professeur et chef du département d'anglais au Presidency College à Calcutta (1944-1947) et a été le représentant et directeur de la BBC en Inde pendant la Seconde Guerre mondiale, de 1942 à 1945. Par la suite, il a été professeur invité du British Council à l'université de Nanjing, nommé par le gouvernement britannique de l'Inde. En 1948, lorsqu'il tenta de rentrer chez lui après la Partition, K. P. S. Menon (alors ambassadeur de l'Inde en Chine) ne le lui permit pas parce qu'Ali n'avait pas indiqué ses préférences en tant qu'employé du gouvernement, à savoir rester en Inde ou être transféré au Pakistan. En conséquence, il a été contraint d'aller au Pakistan.
En 1948, il s'installe à Karachi Plus tard, il a été nommé directeur de la publicité étrangère pour le gouvernement pakistanais. A la demande du Premier Ministre Liaquat Ali Khan, il a rejoint le Service diplomatique pakistanais en 1950. Selon la coutume, les tuiles étaient dessinées pour déterminer le pays d'affectation. La tuile d'Ali était vierge, il a donc choisi la Chine et est devenu le premier envoyé du Pakistan auprès de la nouvelle République populaire. Il a établi des relations diplomatiques officielles la même année.

## Carrière littéraire
Ahmed Ali a commencé sa carrière littéraire à un jeune âge et est devenu cofondateur du All-India Progressive Writers' Movement avec l'écrivain Syed Sajjad Zaheer qui était devenu célèbre par la publication de « Angaaray » (braises) en 1932. Il s'agissait d'un recueil de nouvelles en ourdou et d'une critique amère des valeurs musulmanes de la classe moyenne en Inde britannique,. En plus d'Ali, il comprenait des histoires de trois de ses amis, Mahmoud al-Zafar, Sajjad Zaheer et Rashid Jahan. Ce livre a ensuite été interdit par le gouvernement britannique de l'Inde en mars 1933. Peu de temps après, Ali et Zafar annoncèrent la formation d'une « Ligue des auteurs progressistes », qui allait plus tard s'étendre et devenir l'Association des écrivains progressistes de toute l'Inde Ali a présenté son article « Art Ka Taraqqi-Pasand Nazariya » (Une vision progressiste de l'art) lors de sa conférence inaugurale en 1936.
Ali a acquis une renommée internationale avec son premier roman écrit en anglais « Twilight in Delhi », qui a été publié par Hogarth Press à Londres en 1940. Ce roman, comme son titre l'indique, décrit le déclin de l'aristocratie musulmane avec l'avancée du colonialisme britannique au début du XXe siècle.
« Al-Quran, A Contemporary Translation » (Princeton University Press, Oxford University Press & Akrash Publishing) est sa contribution la plus remarquable dans le domaine de la traduction. Approuvé par d'éminents érudits islamiques, il est aujourd'hui reconnu comme l'une des meilleures traductions existantes du saint Coran. En plus de l'arabe et de l'ourdou, il traduisait également de l'indonésien et du chinois.

## Prix et distinctions
- Élu membre fondateur de l'Académie des lettres du Pakistan en 1979[1].
- Sitara-i-Imtiaz (étoile d'excellence) in 1980 par le président du Pakistan[1].
- Le 14 janvier 2005, la poste du Pakistan a émis un timbre-poste commémoratif en son honneur dans sa série « Hommes de lettres »[1].